# Sigge Ulfsparre
Sigge Ulfsparre af Broxvik, född 29 augusti 1788 på Grimstorp, Sandhems socken, Skaraborgs län, död 18 mars 1864 på Stjärnhov, Gryts socken, Södermanlands län, var en svensk överstelöjtnant, målare och tecknare.
Han var son till kaptenen Johan Carl Ulfsparre och Elisabeth Christina Tham och från 1823 gift med Sofia Lovisa Eleonora Stiernefelt samt far till majoren Sigge Bogislaus Ulfsparre. Han gjorde sin militära karriär vid livregementets grenadjärer och slutade som överstelöjtnant i armén 1837. Med hjälp av sin bror Georg sammanställde han släktens ättartal och minnen som bara finns bevarat i form av manuskript. Ulfsparre var en skicklig tecknare och målare och utförde några vignettillustrationer till Carl Gustaf Tessins fabelsamling Figures de fables avec leurs explications.... Hans konst består av figurer och landskapsskildringar.